# Cao Sơn, Phú Thọ
Cao Sơn là một xã thuộc huyện Đà Bắc, tỉnh Hòa Bình, Việt Nam.
Xã Cao Sơn có diện tích 50,38 km², dân số năm 1999 là 3394 người, mật độ dân số đạt 67 người/km².